# Буковое (Закарпатская область)
Бу́ковое (укр. Букове) — село в Виноградовской городской общине Береговского района Закарпатской области Украины.
Население по переписи 2001 года составляло 2154 человека. Почтовый индекс — 90315. Телефонный код — 03143. Занимает площадь 20,87 км². Код КОАТУУ — 2121280601.

## История
В 1946 году указом ПВС УССР село Факобыки переименовано в Буковое.